# ديفيد بي كوري
ديفيد بي كوري (بالإنجليزية: David P. Currie)‏ هو كاتب أمريكي، ولد في 29 مايو 1936 في ماكون في الولايات المتحدة، وتوفي في 15 أكتوبر 2007 في شيكاغو في الولايات المتحدة.